# Рекристаллизация наноматериалов
Рекристаллизация наноматериалов (англ. recrystallisation of nanomaterials) — изменение размера зёрен в поликристаллическом твёрдом теле за счёт диффузии вещества между зёрнами одной и той же фазы.

## Описание
Наноматериалы имеют весьма протяженные межзёренные границы и обусловленный этим большой избыток свободной энергии, поэтому рекристаллизация наноматериалов протекает достаточно интенсивно; рост зёрен может происходить даже при комнатной температуре. Самопроизвольный рост зёрен (собирательная рекристаллизация) происходит в результате химической диффузии, т. е. диффузионного процесса в химическом поле, когда отсутствует градиент концентраций, но имеется отличный от нуля градиент химического потенциала. Разность химического потенциала между зёрнами разного размера обусловлена вкладом поверхностной энергии в общую энергию зерна. Относительная величина этого вклада тем больше, чем меньше размер зерна, поэтому при прочих равных условиях мелкие зёрна обладают избыточной энергией по сравнению с крупными. Поскольку термодинамической причиной самопроизвольного роста зёрен в гомогенном поликристаллическом веществе является понижение общей энергии системы, то в процессе собирательной рекристаллизации размер крупных зёрен растет за счет исчезновения части мелких зёрен. Рекристаллизация является более сложным процессом, чем диффузия, и не сводится к последней. Характеристикой собирательной рекристаллизации является энергия активации. Изменение среднего размера зерна при собирательной рекристаллизации в наноматериалах и ее продолжительность t связаны соотношением , где n = 1–4. С учетом интенсивности рекристаллизационных процессов для сохранения малого размера зёрен в наноматериалах необходимо сокращать продолжительность и понижать температуру спекания.